# تيبور بالوج (لاعب كرة قدم)
تيبور بالوج (بالمجرية: Balog Tibor)‏ هو مدرب كرة قدم ولاعب كرة قدم مجري، ولد في 1 مارس 1966 في Kakucs ‏ في المجر. لعب مع أولمبيك تشارلروا.

## وصلات خارجية
- تيبور بالوج على موقع قاعدة بيانات كرة القدم.إي يو (الإنجليزية)
- تيبور بالوج على موقع ناشيونال فوتبول تيمز (الإنجليزية)